# Józef Stuchliński
Józef Andrzej Stuchliński (ur. 7 września 1942, zm. 26 lutego 2023) – polski epistemolog, profesor doktor hab. nauk filozoficznych.

## Życiorys

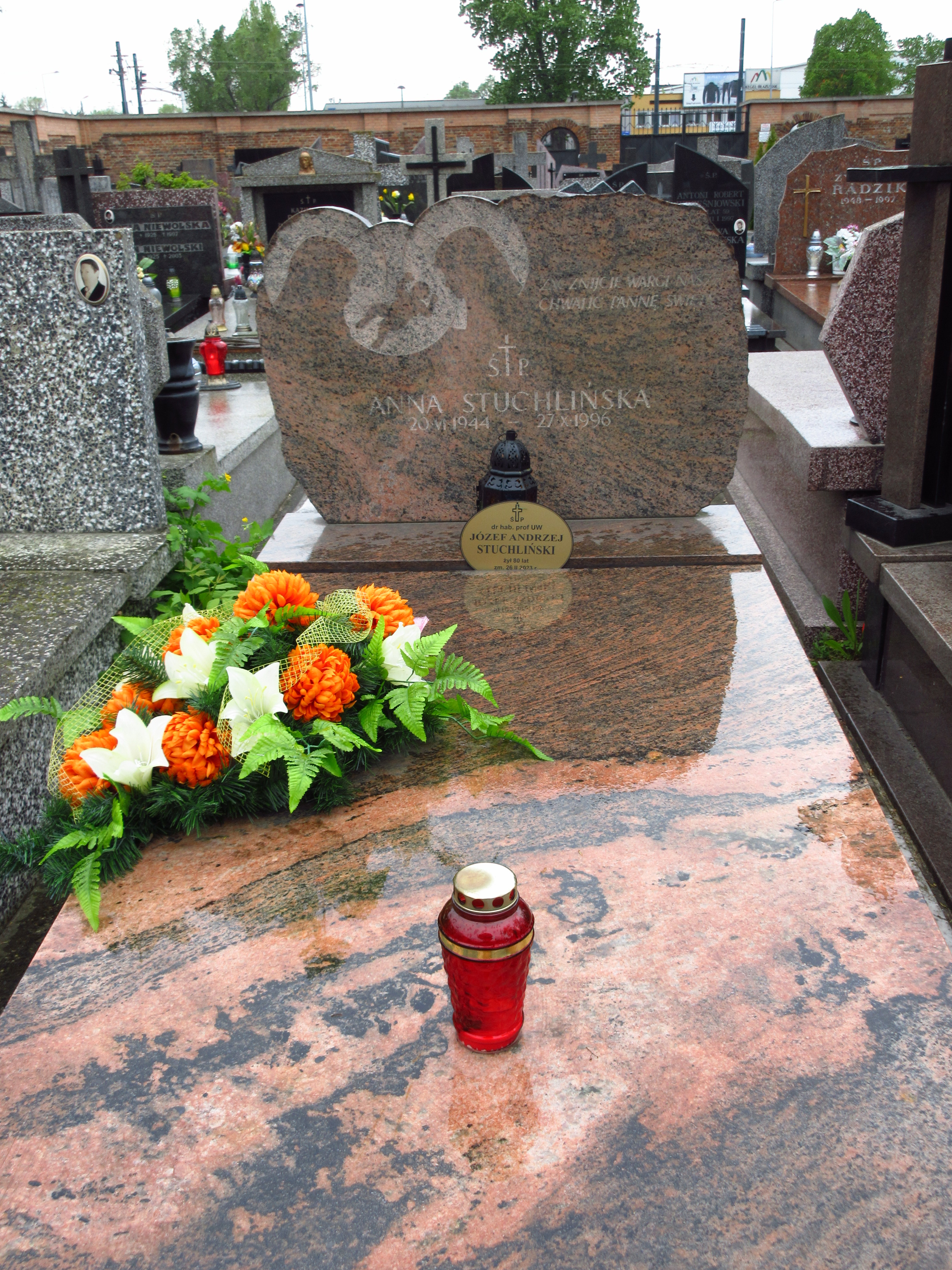
Grób profesora Józefa Stuchlińskiego na Cmentarzu Bródnowskim.

Uczęszczał do Liceum Ogólnokształcącego w Przeworsku, które ukończył w 1961. Pracował w Instytucie Filozofii Uniwersytetu Warszawskiego. Jest wykładowcą filozofii, logiki i etyki we Wszechnicy Polskiej – Szkole Wyższej Towarzystwa Wiedzy Powszechnej. W latach 2008–2010 Pełnomocnik Rektora ds. Naukowo-Dydaktycznych. Następnie był Prorektorem Wszechnicy Polskiej ds. Badań Naukowych. Odpowiadał za organizację i funkcjonowanie katedr i zakładów w uczelni. Sprawował też funkcję Kierownika Katedry Pedagogiki Wszechnicy Polskiej.
Autor wielu artykułów w takich czasopismach jak: "Przegląd Filozoficzny", "Dialogue and universalism", "Filozofia nauki". W 2002 wydał publikację pt. "Definicja zdania prawdziwego w języku logiki i w językach opartych na logice". Zasiada we władzach Polskiego Towarzystwa Filozoficznego. Pochowani na cmentarzu Bródnowskim w Warszawie (kwatera 47N-15-3).